# Duizendkoppige kool
Duizendkoppige kool is een selectie uit een Engels landras van kool (Brassica oleracea var. ramosa, syn. Brassica oleracea convar. acephala var. medullosa). Het is een vaste plant met een korte, soms sterk verhoute, maar weinig verdikte stronk (stengel) en hij verdraagt enige vorst.
Hij komt ook voor onder de namen:
- Eeuwig moes
- Duizendkop of duizendknop
- Splijtkool
- Chou mille tètes (in Frankrijk)
- Thousand Head (in Engeland nog verkrijgbaar)

De plant vormt net als boerenkool geen kool maar alleen losse bladeren, die als groente gegeten kunnen worden. Het heel jonge blad is geschikt voor in salades. Ook werd dit ras vroeger als veevoer geteeld. 
Er kan het hele jaar van geoogst worden. Regelmatig toppen houdt de plant bossig. Om hem te verjongen, kan hij in het voorjaar gestekt worden.
... · 
B. campestris (Raapstelen) · 
B. carinata (Ethiopische mosterd, Abessijnse mosterd of Abessijnse kool) · 
B. juncea (Sareptamosterd) · 
B. napobrassica (Koolraap) · 

B. napus (Koolzaad) · 
B. napus subsp. napus (Duizendkoppige kool) · 

B. nigra (Zwarte mosterd) · 

B. oleracea (Kool) · 
B. oleracea var. acephala (Sierkool) · 
B. oleracea convar. acephala alef. var. gongylodes (Koolrabi) · 
B. oleracea convar. acephala var. laciniata (Boerenkool) · 
B. oleracea convar. acephala var. medullosa (Duizendkoppige kool) · 
B. oleracea var. alboglabra (Kailan of Chinese broccoli) · 
B. oleracea var. medullosa (Mergkool) · 
B. oleracea var. botrytis (Bloemkool) · 
B. oleracea convar. botrytis var. botrytis (Romanesco) · 
B. oleracea convar. botrytis var. cymosa (Broccoli) · 
B. oleracea var. capitata (Sluitkool) · 
B. oleracea convar. capitata var. alba (Wittekool) · 
B. oleracea convar. capitata var. rubra (Rodekool) · 
B. oleracea convar. capitata var. sabauda (Savooiekool) · 
B. oleracea var. costata (Tronchuda-kool) ·  
B. oleracea convar. oleracea var. gemmifera (Spruitkool) · 
B. oleracea var. oleracea (Wilde kool) · 
B. oleracea var. palmifolia (Palmkool) ·
B. oleracea var. viridis (Galicische kool) ·  

B. rapa (Raapzaad, Knolraap) · 
B. rapa var. chinensis (Paksoi) · 
B. rapa var. pekinensis (Chinese kool) · 
B. rapa var. rapa (Stoppelknol) · 
...